# سيرو ألجيريا
سيرو ألجيريا (بالإسبانية: Ciro Alegría)‏ (4 نوفمبر 1909، هواماتشوكو في بيرو - 17 فبراير 1967 في بيرو)؛ شاعر، أستاذ جامعي، سياسي، صحفي، كاتب، مترجم وروائي بيروفي.

## روابط خارجية
- سيرو ألجيريا على موقع IMDb (الإنجليزية)
- سيرو ألجيريا على موقع الموسوعة البريطانية (الإنجليزية)
- سيرو ألجيريا على موقع قاعدة بيانات الفيلم (الإنجليزية)